# Couronne rayonnante
Pour les articles homonymes, voir corona radiata (homonymie).
La couronne rayonnante (ou corona radiata) est l'une des deux zones différenciées (l'autre zone étant la région des capsules) de la substance blanche du cerveau. Elle représente l'ensemble des fibres myélinisées de projection rayonnant en éventail juste en dessous du cortex vers et depuis la capsule interne et la capsule externe. Par contre, la capsule extrême fait partie des fibres d'association (en).

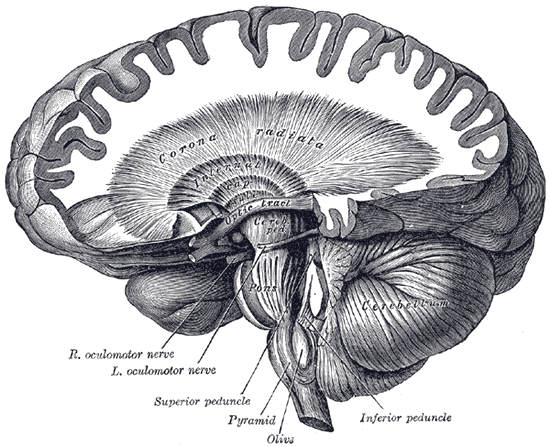
Dissection montrant le tractus des fibres cérébro-spinales